# Halfter-Feenbarsch
Der Halfter-Feenbarsch (Gramma linki) ist eine Fischart aus der Familie der Feenbarsche (Grammatidae). Die Fische leben in Außenriffen der Karibik von Puerto Rico und den Bahamas bis an die Küste Mittelamerikas in größeren Tiefen von 27 bis zu 130 Metern, meist unterhalb von 40 Metern, in der westlichen Karibik unterhalb von 60 Metern. 

## Merkmale
Der sieben bis acht Zentimeter lang werdende Fisch ist blau-grau gefärbt. Kopfoberseite und der Rücken bis zur Mitte der Rückenflosse sind goldgelb. Zusätzliche goldgelbe Streifen ziehen sich vom Maul bis zum Hinterrand des Kiemendeckels. Die Schuppen des hinteren Rückenabschnitts und der Körperseiten zeigen jeweils einen gelben Fleck, so dass ein regelmäßiges Punktmuster entsteht. Die Schwanzflosse ist nicht gegabelt, wie beim Königs-Feenbarsch, sondern nur leicht eingebuchtet, die hinteren Enden von Rücken- und Afterflosse nicht zugespitzt, sondern abgerundet.
Halfter-Feenbarsche leben versteckt in Höhlen und wenden ihre Bauchseite oft dem nächstgelegenen Substrat zu, d. h., sie können mit dem Bauch nach oben schwimmen, wenn sie näher zur Höhlendecke als zum Boden sind.